# 거 라이언
거 라이언(Ger Ryan, 1950년 1월 1일 ~ )은 아일랜드의 배우이다.

## 영화
- 찰스 디킨스의 비밀 서재 (2017년) - 디킨스 부인 역
- 러브, 로지 (2014년)
- 더 콜백 퀸 (2013년) - 메리 역
- 허밍버드 (2013년) - 수녀원장 역
- 파이브 데이 쉘터 (2010년)
- 해피 에버 애프터즈 (2009년)
- 도로시 (2008년) - 에일린 맥마혼 역
- 엑소더스 (2007년) - 바티아 맨 역
- 인터미션 (2003년) - 모라 역
- 어 러브 디바이디드 (1999년)
- 올리버 트위스트 (1999년)
- 밴 (1996년)
- 몰 플랜더스 (1996년)
- 작은 영웅들 (1994년)